# Friedrichshagen
Friedrichshagen är en stadsdel i stadsdelsområdet Treptow-Köpenick i sydöstra Berlin. Stadsdelen ligger norr om sjön Müggelsee.
Bebyggelsen uppfördes på initiativ av Fredrik II av Preussen. Det var främst bomullsspinnare från Böhmen och Schlesien som flyttade hit. De började även odla silkesfjärilar med hjälp av mullbärsträd.
Efter att samhället fått anslut till järnvägsnätet 1849 blev Friedrichshagen ett populärt utflyktsmål för välställda Berlinare. Här etablerades restaurang, caféer och hotell samt 1869 bryggeriet Berliner Bürgerbräu. 1888 tillkom ett av Berlins största vattenverk med byggnader i neogotisk stil.
Vid slutet av 1800-talet bildades i Friedrichshagen en lös sammanslutning av diktare som tillhörde naturalismen (Friedrichshagener Dichterkreis). Bland medlemmarna fanns Wilhelm Bölsche och Bruno Wille. Till kretsen räknades även den svenske diktaren Ola Hansson och hans hustru, författaren Laura Marholm, vilka under en period bodde i Friedrichshagen och bland annat besöktes av August Strindberg.
1920 blev Friedrichshagen en del av stadsdelsområdet Köpenick inom Storberlin. Efter uppförandet av en tunnel för fotgångare under floden Spree hade Friedrichshagens befolkning bättre tillgång till området söder om Müggelsee, till exempel till höjderna Müggelberge.
Fram till idag är Friedrichshagen ett slags "konstnärsby" med många gallerier, musikevenemang och en friluftsbiograf som öppnar under sommaren.

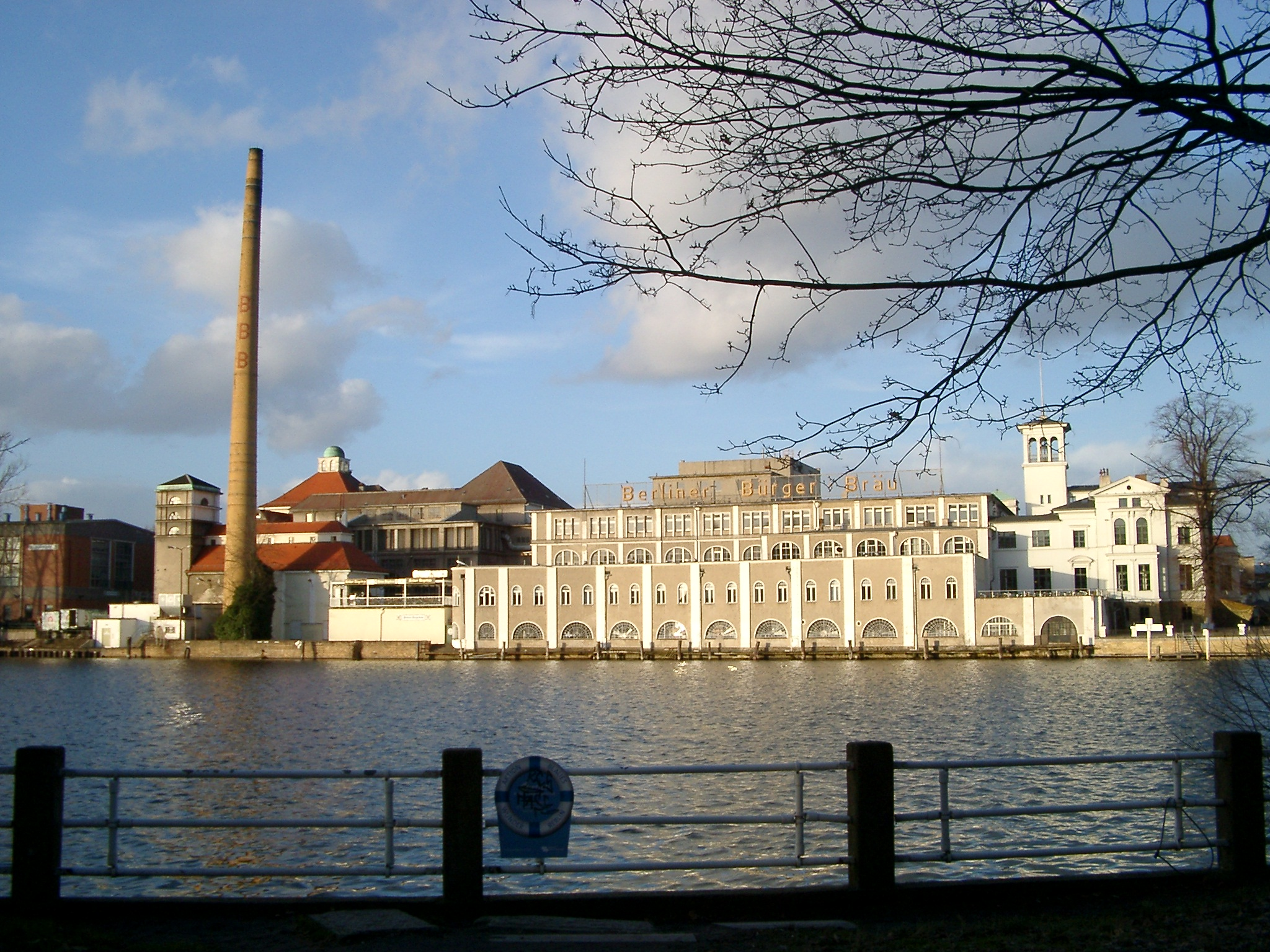
Bryggeriet
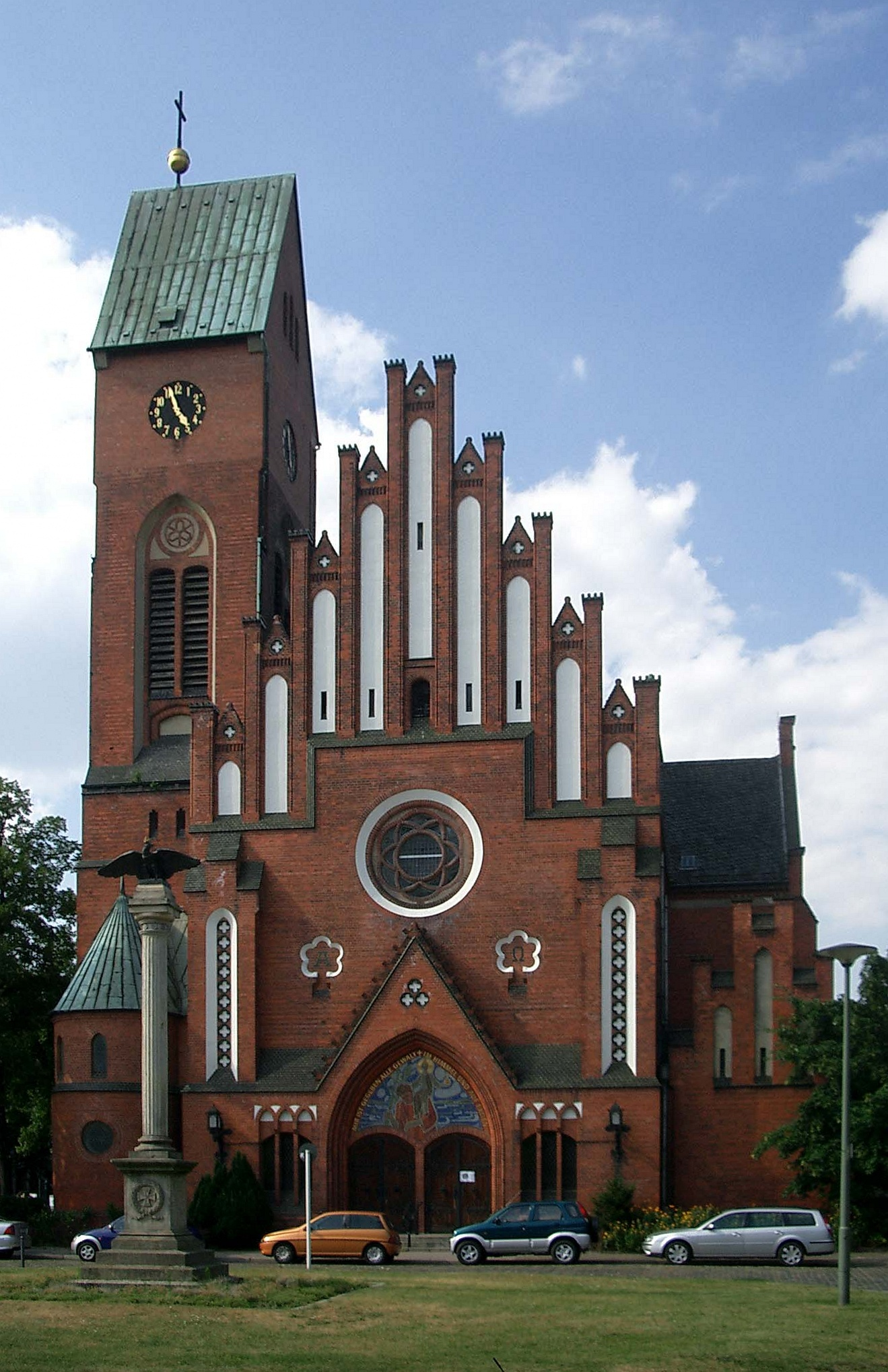
Christopheruskirche